# 桑迪·巴尔的摩
桑迪·马德莱娜·巴尔的摩（法語：Sandy Madeleine Baltimore；2000年2月19日—），法国女子职业足球运动员，司职前锋，目前效力于切尔西足球俱乐部和法国国家女子足球队。她曾代表法国参加2024年夏季奥林匹克运动会女子足球比赛。